# Psychiatria środowiskowa
Psychiatria środowiskowa (ang. community psychiatry) – podejście do leczenia psychiatrycznego, w którym przykłada się szczególną wagę do ograniczania leczenia zaburzeń psychicznych w warunkach szpitalnych, do deinstytucjonalizacji opieki psychiatrycznej na rzecz tzw. opieki środowiskowej, która opiera się na lokalnych, mniejszych ośrodkach pomocy medycznej (np. zespołach leczenia środowiskowego) i pozwala na zapewnienie pacjentom opieki psychiatrycznej w środowisku społecznym, w tym rodzinnym i zawodowym, w którym na co dzień funkcjonują; psychiatria środowiskowa akcentuje znaczenie podtrzymywania i wspierania zdolności pacjentów do pełnienia ról społecznych właściwych osobom zdrowym; w aspekcie psychoterapeutycznym psychiatria środowiskowa opiera się przede wszystkim na podejściu systemowym.